# Rupert Evans
Rupert Evans (* 9. März 1977 in Staffordshire, England) ist ein britischer Schauspieler. Er wurde im Vereinigten Königreich vor allem durch seine TV-Auftritte bekannt.

## Leben
Rupert Evans ist als ältestes von drei Kindern in einem kleinen Dorf nahe Uttoxetter in Staffordshire geboren. Er besuchte die Milton Abbey School in Dorset, an der er in der Theatergruppe im Stück Der Zauberer von Oz die Rolle der Dorothy spielte.
Anstatt anschließend auf dem elterlichen Bauernhof zu arbeiten, jobbte er als Assistent in der Kundenbetreuung von My Little Pony. Bald darauf erlernte er die Schauspielerei auf der Webber Douglas Academy of Dramatic Art, unter anderem zusammen mit Matthew Goode.

## Karriere
Das britische Publikum nahm von Evans erstmals 2001 Notiz, als er einen Gastauftritt in der BBC Sitcom My Family hatte. Außerdem war er in den TV-Serien Paradise Heights und High Stakes zu sehen. Vor allem wirkte er in britischen Kostümfilmen und Romanverfilmungen mit wie in Sons & Lovers (2003) mit Sarah Lancashire und Hugo Speer, in North and South (2004) mit Daniela Denby-Ashe und Richard Armitage und in Fingersmith (2005) mit Imelda Staunton und Charles Dance. Größere Rollen spielte er in ShakespeaRe-Told – A Midsummer Night's Dream (2005) als Zander, in The Palace (2008) als fiktiver Prinz Richard, in Emma (2009) als Frank Churchill und in The Little House (2010) als Patrick Clearly.
Auf der Leinwand hatte er seine erste große Rolle 2004 als FBI-Agent John Myers im Film Hellboy an der Seite von Selma Blair, John Hurt und Ron Perlman. Im Jahr 2007 spielte er im Independent-Film Guantanamera (spanischer Originaltitel „Arritmia“) als 'Ali bzw. Jeb' mit. Zu seinen jüngeren Filmauftritten gehört Agora – Die Säulen des Himmels von 2010.
Nebenher trat er auch immer wieder auf der Theaterbühne auf. So war er in London an bekannten Theaterhäusern in Stücken wie beispielsweise Sweet Panic (2003), Breathing Corpses (2005), His Ghostly Heart (2008) und Das Leben ist ein Traum (2009) zu sehen, und gehörte 2006 dem berühmten Ensemble der Royal Shakespeare Company als Louis der Dauphin in König Johann und als Romeo in Romeo und Julia an. Dabei verliebte er sich in Morven Christie, die „Julia“ spielte, und war mit ihr drei Jahre lang zusammen. 2011 verkörperte er den George in Alex Courtès’ Horror-Thriller The Incident. Seither war er vor allem in verschiedenen Serien zu sehen.

## Theater
- 2000: Venetian Heat
- 2003: Sweet Panic a
- 2005: Breathing Corpses
- 2006: König Johann (King John)
- 2006: Romeo und Julia (Romeo and Juliet)
- 2007: Kiss of the Spider Woman
- 2008: His Ghostly Heart
- 2009: Das Leben ist ein Traum (Life Is a Dream)

## Filmografie (Auswahl)

### Filme
- 1994: Schrei in die Vergangenheit (The Browning Version)
- 2003: Sons and Lovers
- 2004: Hellboy
- 2007: Arritmia
- 2008: Sidney Turtlebaum (Kurzfilm)
- 2009: Agora – Die Säulen des Himmels (Agora)
- 2011: The Incident
- 2015: The Canal
- 2016: The Boy
- 2016: Amerikanisches Idyll (American Pastoral)
- 2020: The Doorman – Tödlicher Empfang (The Doorman)

### Fernsehen
- 2001: My Family (Folge 2.01)
- 2002: Lexx – The Dark Zone (Lexx – Folge 4.14)
- 2002: Paradise Heights
- 2002: High Stakes
- 2002: Rockface (Folge 1.01–06 / 2.08)
- 2004: North and South (Folge 1.02–04)
- 2005: ShakespeaRe-Told – A Midsummer Night’s Dream
- 2005: Fingersmith
- 2008: The Palace
- 2009: Monday Monday (Folge 1.07)
- 2009: Emma (Folge 1.02–04)
- 2010: The Little House (Folge 1.01–02)
- 2012: Die Tore der Welt (World Without End)
- 2013: Agatha Christie’s Poirot – The Labours of Hercules
- 2014: Fleming: Der Mann, der Bond wurde (Fleming: The Man Who Would Be Bond)
- 2014: Rogue (Fernsehserie, 7 Folgen)
- 2015–2018: The Man in the High Castle
- 2018–2022: Charmed
- 2022: Bridgerton (1 Folge)